# Helena Broftová-Piťhová
Helena Broftová, rozená Piťhová (21. ledna 1906 Praha – po roce 1955) byla česká malířka meziválečné moderny, členka Kruhu výtvarných umělkyň. 

## Životopis

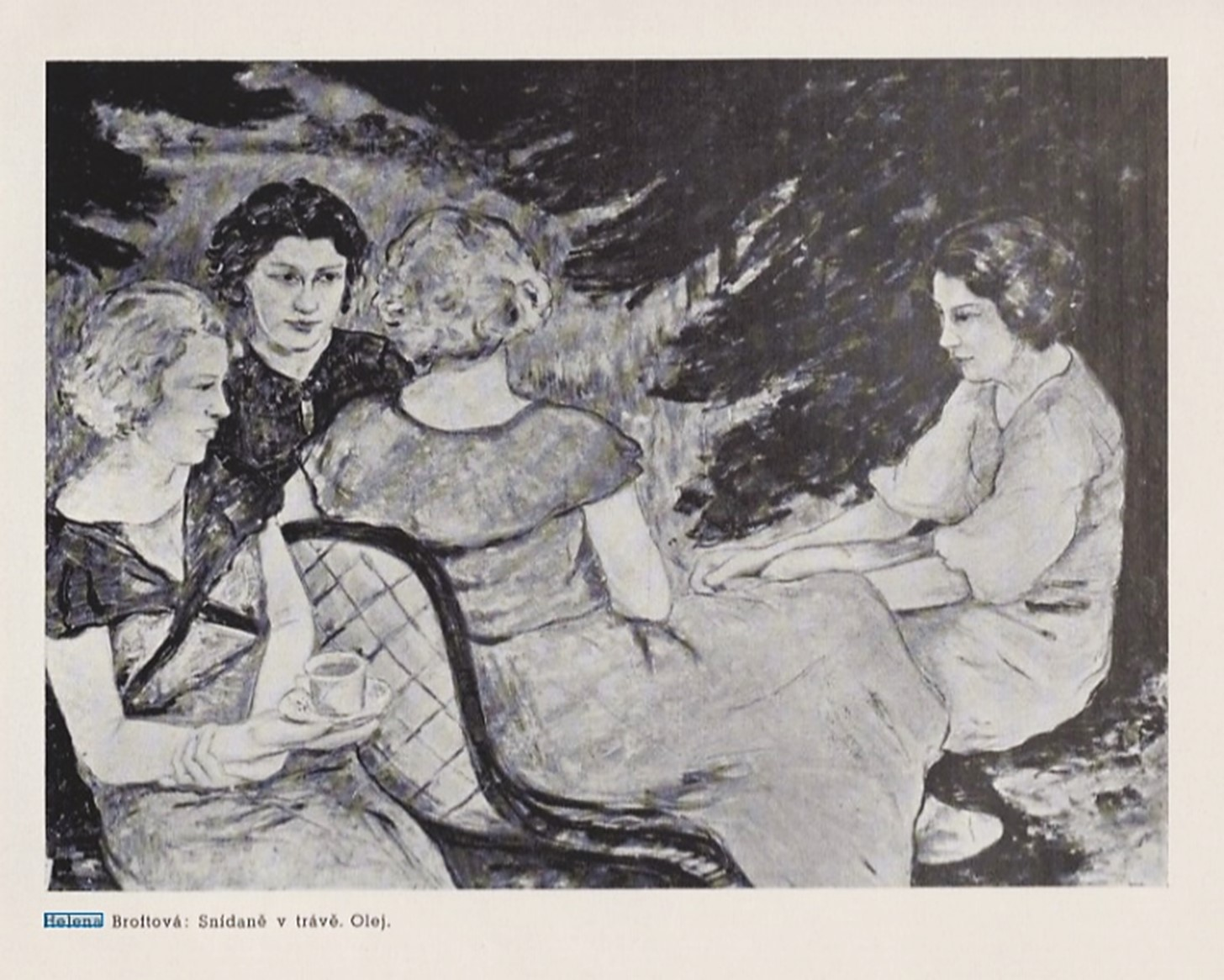
Snídaně v trávě, olej, 1933 – 1934

Narodila se v Praze na Novém Městě v Žitné ulici čp. 609/II v dobře situované rodině univerzitního profesora MUDr. Václava Piťhy a jeho manželky Hermíny, rozené Melicharové. Matka pocházela z pražské rodiny Františka Melichara, majitele továrny na zemědělské stroje v Brandýse nad Labem. 

 
Malbu studovala soukromě u Rudolfa Vejrycha a v kursech pro ženy na Uměleckoprůmyslové škole v Praze. Dále podnikla studijní cestu do Paříže, kde spatřovala své vzory v postimpresionistech. Od roku 1929 se prezentovala v Adresáři výtvarných umělců československých jako malířka již s příjmením Broftová, někdy byla evidována jako akademická malířka.

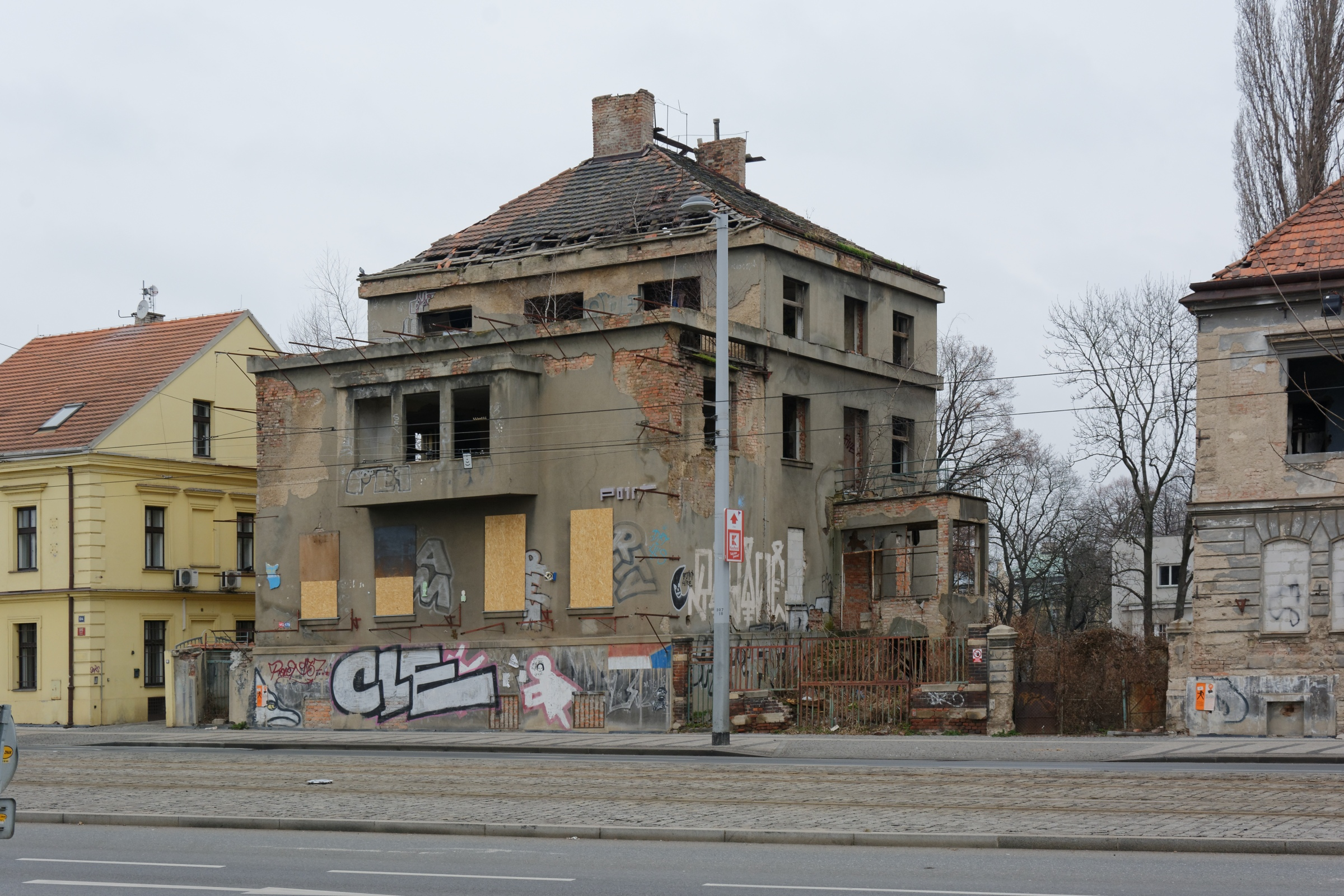
Rodinná vila manželů Kamila Roškota a Heleny Broftové, současný stav

Krátce byla provdána za pražského obchodníka JUDr. Alexandra Brofta (19.3.1902–28.5.1927), který 28. května 1927 náhle zemřel. Bydlela v Bubenči v Bučkově (nyní Rooseveltově) ulici čp. 49. 
Jako vdova se Helena Broftová provdala podruhé 21. prosince 1939 u sv. Gottharda v Bubenči za architekta Kamila Roškota, tehdy třiapadesátiletého. Bydleli v Roškotově rodinné vile v Praha 6 na Špejchaře, Belcrediho čp. 102 (nyní třída Milady Horákové čp. 102), než odjeli do Paříže, kde Roškot 12. července 1945 zemřel. Helena Broftová příjmení svého manžela nikdy neužívala. 

## Dílo
Věnovala se různým žánrům, jak figurální malbě, tak krajinářství, malbě květin a zátiší. Podle Prokopa Tomana:
| „ | ... zobrazuje ženské mládí, dívčí svět a jeho svěžest. Formě se učila u francouzských novoimpresionistů. | “ |

Vystavovala s Kruhem výtvarných umělkyň, jehož byla členkou, také na I. zlínském salónu v roce 1936, dále prezentovala své obrazy z pobytu ve Francii na výstavě v pražském Institutu Ernesta Denise, vystavovala také na výstavě v Obecním domě v květnu 1937, na souborné výstavě Národ svým výtvarným umělcům v roce 1939 v Praze, i jinde. Vystavená díla prodávala prostřednictvím pražské Krásné jizby.

## Obrazy (výběr)
- Dívčí portrét[8]
- Snídaně v trávě (parafráze na obraz Eduarda Maneta, ale bez mužů a s oblečenými ženami)
- Zátiší s kloboukem
- Dívčí portrét
- Slovanský typ,  Nezralé ovoce (1937)[9]